# Philippe Jeusette
Philippe Jeusette (Luik, 23 maart 1966 - Heyd, 25 augustus 2022) was een Belgische acteur. De Franstalige artiest was vooral bekend voor zijn rollen in films van de gebroeders Dardenne en de RTBF-reeks Ennemi Public.
Hij behaalde in 1987 zijn diploma aan het Nationaal Hoger Instituut voor Podiumkunsten en Omroeptechnieken (INSAS) in Brussel.
In 1987 begon hij zijn carrière in theater met het stuk Le Parc in Théâtre Varia, geregisseerd door Michel Dezoteux. Hij speelde hierna op de belangrijkste Belgische podia zoals Rideau de Bruxelles, Théâtre de Poche, Théâtre National.
Vanaf de jaren 2000 speelde hij in verschillende films van de broers Luc en Jean-Pierre Dardenne ("Le silence de Lorna", "Deux jours, une nuit", "L'Enfant" en "La fille inconnue") en Joachim Lafosse ("L'économie du couple"). Later verscheen hij ook op het televisiescherm met de series Ennemi public en Coyotes.
Op 25 augustus 2022 stierf hij in Heyd aan een hartstilstand.

## Theater
- 1988 : La Noce chez les petit bourgeois door Bertolt Brecht . Geregisseerd door Michel Dezoteux
- 1996 : Pericles, Prins van Tyrus door William Shakespeare . Geregisseerd door Michel Dezoteux
- 2001 : De kersenboomgaard van Anton Tsjechov . Geregisseerd door Michel Dezoteux
- 2012 : King Lear van William Shakespeare. Geregisseerd door Lorent Wanson
- 2016 : De kinderen van de zon volgens Maxime Gorki . Geregisseerd door Christophe Sermet
- 2020 : Een poppenhuis van Henrik Ibsen . Geregisseerd door Ladislas Chollat
- 2021 : Haar vader bij Véronique Gallo . Geregisseerd door Véronique Gallo

## Filmografie

### Cinema
- 2002 : Une part du ciel door Bénédicte Liénard
- 2002 : Un honnête commerçant door Philippe Blasband : Le tueur nerveux
- 2004 : La femme de Gilles door Frédéric Fonteyne : De l'ouvrier moquer
- 2004 : Alive van Frederic Berthe : Le délégué sécurité
- 2004 : L'enfant van Jean-Pierre en Luc Dardenne : Le receleur show-room
- 2008 : Le Silence de Lorna door Jean-Pierre en Luc Dardenne : Locksmith
- 2014 : L'éclat furtif de l'ombre van Patrick Dechesne : l'exploitant de taxis
- 2014 : Deux jours, une nuit door Jean-Pierre en Luc Dardenne : Yvon
- 2016 : L'economie du couple door Joachim Lafosse : Göran
- 2016 : La Fille inconnue van Jean-Pierre en Luc Dardenne : L'employé du cimetière

### Televisie
- 1996 : De Steenforten, maîtres de l'orge
- 2016 -2022 : Ennemi public : Patrick Stassart
- 2019 : Engrenages : Solignac
- 2019 : L'Agent immobilier : Philip
- 2021 : Coyotes : Pater Julek
- 2022 : Le Voyageur : Luc Novak

## Onderscheidingen
- Theaterprijs 1998 : prijs voor beste acteur voor zijn rol in Octobre van Georg Kaiser .

## Aantekeningen en referenties
1. ↑  https://www.rtbf.be/article/deces-de-philippe-jeusette-retour-sur-un-talent-hors-normes-11057831.
2. ↑  Décès du comédien belge Philippe Jeusette, personnage central de la série "Ennemi public". soirmag.lesoir.be.
3. ↑  Acteur Philippe Jeusette (56) overleden. Knack Focus (26 augustus 2022). Gearchiveerd op 9 juni 2023. Geraadpleegd op 9 juni 2023.
4. 1 2  L'acteur belge Philippe Jeusette est décédé. rtl.be.
5. ↑  Des planches à 'Ennemi Public', la remarquable carrière de Philippe Jeusette. proximus.be.
6. ↑  Les artistes, Philippe Jeusette Jeusette. theatredurondpoint.fr.
7. ↑  "Coyotes" : mais où avez-vous déjà vu ces acteurs et actrices ?. rtbf.be.